# Оруджев Вугар Наріман-огли
Вугар Наріман-огли Оруджев (рос. Вугар Нариман оглы Оруджев, азерб. Vüqar Nəriman oğlu Orucov; нар. 26 жовтня 1971, Баку, Азербайджанська РСР, СРСР) — радянський, білоруський та російський борець вільного стилю азербайджанського походження, дворазовий чемпіон та срібний призер чемпіонатів світу, чемпіон, срібний та дворазовий бронзовий призер чемпіонатів Європи, володар Кубку світу, бронзовий призер Олімпійських ігор. Заслужений майстер спорту СРСР з вільної боротьби (1991).

## Життєпис
Боротьбою почав займатися з 1986 року. У 1989 році виграв чемпіонат Європи серед юніорів. Того ж року став срібним призером чемпіонату світу серед молоді. Наступного року став чемпіоном Європи серед молоді.
Виступав за спортивні товариства «Динамо» Баку та ЦСКА Владикавказ. Тренер — заслужений тренер СРСР Жора Джангіров. Чемпіон СРСР (1991, 1994).
З 1989 по 1991 рік виступав за збірну СРСР. У її складі став чемпіоном світу та бронзовим призером чемпіонату Європи. У 1992 році захищав кольори Об'єднаної команди. У її складі став бронзовим призером Олімпіади та срібним призером чемпіонату Європи. У 1993 році виступав за збірну Білорусі. У її складі став срібним призером чемпіонату світу. З 1994 по 1997 роки виступав під прапором Росії. У складі збірної цієї країни виступив на Олімпіаді (4 місце), став чемпіоном світу, чемпіоном та бронзовим призером чемпіонату Європи, володарем Кубка світу.
Завершив спортивну кар'єру в 1997 році.
У Гомелі Вугар познайомився зі своєю майбутньою дружиною Жанною, яка до складу збірної СРСР з веслування. Там же вони одружилися. В Гомелі в них народилися діти — Наріман (Нік) та Віталій (Віто).
Наприкінці 1990-х родина виграла грін-карту та переїхала до Каліфорнії. Потім вони переїхали до Лонг-Айленду (штат Нью-Йорк), де Вугар відкрив свою школу боротьби. Обидва сини теж почали займатися боротьбою, ставали чемпіонами штату Нью-Йорк, Наріман — тричі, Віталій — чотири рази.
У 2016 році Віталій став срібним призером чемпіонату світу серед кадетів. Через три роки повторив цей успіх, але вже на чемпіонаті світу серед юніорів. 2020 року Віталій став чемпіоном США. Двічі вигравав Панамериканські чемпіонати з боротьби. А у 2023 став чемпіоном світу серед дорослих у складі збірної США.

## Спортивні результати на міжнародних змаганнях

### Виступи на Олімпіадах
| Змагання                    | Збірна            | Вагова категорія          | Місце  |
| --------------------------- | ----------------- | ------------------------- | ------ |
| Літні Олімпійські ігри 1992 | Об'єднана команда | вільна боротьба, до 48 кг | Бронза |
| Літні Олімпійські ігри 1996 | Росія             | вільна боротьба, до 48 кг | 4      |

### Виступи на Чемпіонатах світу
| Змагання                        | Збірна   | Вагова категорія          | Місце  |
| ------------------------------- | -------- | ------------------------- | ------ |
| Чемпіонат світу з боротьби 1991 | СРСР     | вільна боротьба, до 48 кг | Золото |
| Чемпіонат світу з боротьби 1993 | Білорусь | вільна боротьба, до 48 кг | Срібло |
| Чемпіонат світу з боротьби 1995 | Росія    | вільна боротьба, до 48 кг | Золото |

### Виступи на Чемпіонатах Європи
| Змагання                         | Збірна            | Вагова категорія          | Місце  |
| -------------------------------- | ----------------- | ------------------------- | ------ |
| Чемпіонат Європи з боротьби 1991 | СРСР              | вільна боротьба, до 48 кг | Бронза |
| Чемпіонат Європи з боротьби 1992 | Об'єднана команда | вільна боротьба, до 48 кг | Срібло |
| Чемпіонат Європи з боротьби 1995 | Росія             | вільна боротьба, до 48 кг | Золото |
| Чемпіонат Європи з боротьби 1996 | Росія             | вільна боротьба, до 48 кг | Бронза |

### Виступи на Кубках світу
| Змагання                    | Збірна | Вагова категорія          | Місце  |
| --------------------------- | ------ | ------------------------- | ------ |
| Кубок світу з боротьби 1995 | Росія  | вільна боротьба, до 48 кг | Золото |

### Виступи на інших змаганнях
| Змагання                                | Збірна | Вагова категорія          | Місце  |
| --------------------------------------- | ------ | ------------------------- | ------ |
| Всесвітні ігри військовослужбовців 1995 | Росія  | вільна боротьба, до 48 кг | Золото |
| Гран-прі Німеччини з боротьби 1996      | Росія  | вільна боротьба, до 48 кг | Срібло |

### Виступи на змаганнях молодших вікових груп
| Змагання                                       | Збірна | Вагова категорія          | Місце  |
| ---------------------------------------------- | ------ | ------------------------- | ------ |
| Чемпіонат Європи з боротьби серед юніорів 1989 | СРСР   | вільна боротьба, до 46 кг | Золото |
| Чемпіонат світу з боротьби серед молоді 1989   | СРСР   | вільна боротьба, до 48 кг | Срібло |
| Чемпіонат Європи з боротьби серед молоді 1990  | СРСР   | вільна боротьба, до 48 кг | Золото |